# Seigo Kobayashi
Seigo Kobayashi (小林 成豪, Kobayashi Seigo) est un footballeur japonais né le 8 janvier 1994 dans la préfecture de Hyōgo. Il évolue au poste de milieu de terrain.